# Гамбургское вероисповедание
Гамбургское вероисповедание — вероучение, получившее распространение среди баптистов в Германии и на территории бывшей Российской империи.

## Вариации названия
В разное время в разных источниках фигурировало под названиями Исповедание веры и устройство общины баптистов, Вероучение В. Г. Павлова, Исповедание немецкого баптистского союза, Вероучение русских евангельских христиан-баптистов, Краткое вероучение баптистов, Вероучение Н. В. Одинцова и др.

## В Германии
Авторами этого документа являются Иоганн Герхард Онкен, Юлиус Кобнер (Julius Köbner) и Готфрид Вильгельм Леманн (Gottfried Wilhelm Lehmann).
В 1837 году Онкен и Кобнер в апологетических целях подготовили вероисповедание, оно было принято Гамбургской баптистской церковью и представлено ею правительству Гамбурга. Когда копия была представлена Берлинской церкви, то её пастор Леманн изменил и расширил документ. После чего он был принят Берлинской церковью. Однако Гамбургская церковь в течение 9 лет не признавала его в исправленном виде. Наконец, в 1845 году во время поездки Леманна в Гамбург стороны достигли компромисса. Кобнер произвел литературную обработку текста и вставил ссылки на Священное Писание.
Гамбургское вероисповедание было впервые опубликовано в 1847 году, в том же году было принято всеми немецкими церквями. В 1906 году вероучение было доработано, но вариант от 1847 года продолжал издаваться.

## В России
В 1873 году А. Унгер на основе Гамбургского вероисповедания составил вероучение братских меннонитов. В 1876 году В. Г. Павлов перевел это вероучение с немецкого языка на русский для закавказских общин баптистов.
Позднее неоднократно дорабатывалось.
Кроме того, Гамбургское вероисповедание стало основой для Вероучения Михаила Ратушного.

### Издания
В 1890-х годах русский текст Гамбургского вероисповедания гектографическим способом издавался в виде брошюр «Издательским советом» в Санкт-Петербурге и распространялся среди верующих.
В 1900 году был опубликован в виде приложения в книге В. А. Валькевича «Записка о пропаганде протестантских сект в России и в особенности на Кавказе».
В 1906 году уточненный перевод Гамбургского вероисповедания был издан В. Г. Павловым в виде брошюры под названием «Вероучение русских евангельских христиан-баптистов».
С начала выпуска журнала «Баптист» в 1907 году текст под названием «Краткое вероучение баптистов» небольшими фрагментами публиковался в нем, публикация была окончена во второй половине 1908 года.
В 1928 году было переиздано Н. В. Одинцовым в обновленном варианте.
В 1961 году было с небольшой поправкой вновь переиздано Русско-украинским союзом евангельских христиан-баптистов в США под заголовком «Исповедание веры христиан-баптистов».

### Статус
В брошюре 1906 года не было никаких пояснений относительно его статуса, название брошюры — «Вероучение русских евангельских христиан-баптистов». В журнале «Баптист» в 1907—1908 годах оно также публиковалось без каких-либо пояснений под заголовком «Краткое вероучение баптистов».
В брошюре издания Н. В. Одинцова 1928 года в предисловии оно было названо «общепризнанным нашим братством во Христе», также без указания, где и когда оно официально принято.

## Содержание
Гамбургское исповедание содержит перечисление протестантских канонических книг Библии: пять книг Моисея, книги Иисуса Навина, Судей, Руфи, Эсфирь, Ездры, Неемии, Иова, Псалмов, две Паралипоменон, две самуила, две Царств, 16 пророков (Исайя, Иеремия, Иезекииль, Даниил, Авдия, Аввакум, Аггей, Амос, Иоиль, Иона, Захария, Наум, Малахия, Михей, Осия, Софония), Плач Иеремии, Песнь Песней, Экклезиаст, четыре евангелия (Матфея, Марка, Луки и Иоанна), деяния апостолов, два послания Петра, три послания Иоанна, Иуды, Иакова, 14 посланий апостола Павла и Откровение Иоанна Богослова. Писания названы «единственным источником Богопознания» (принцип Sola Scriptura).